# 平原児
『平原児』（へいげんじ、原題：The Plainsman）は、1936年制作のアメリカ合衆国の西部劇映画。セシル・B・デミル監督。
西部開拓史上の伝説的ガンマン、ワイルド・ビル・ヒコックとカラミティ・ジェーンを描いた作品で、ゲイリー・クーパーとジーン・アーサーが『オペラハット』に続いて再共演している。
著作権保護期間が満了したため、パブリックドメインとなっている。

## あらすじ
1865年、リンカーン大統領暗殺事件が起きた頃、中西部を熟知している快男子ワイルド・ビル・ヒコックが、親友のバッファロー・ビル・コディとその新妻ルイーザと共に西へ向かっていた。ビルは途中で、恋人のカラミティ・ジェーンと再会した。
やがて、彼らはカスター将軍とインディアンとの戦いに巻き込まれ、数奇な運命を辿ることになる。

## キャスト
| 役名                      | 俳優                         | 日本語吹替                                                                                                |
| 役名                      | 俳優                         | NET版 |
| ------------------------- | ---------------------------- | --- |
| ワイルド・ビル・ヒコック  | ゲイリー・クーパー           | 黒沢良 |
| カラミティ・ジェーン      | ジーン・アーサー             | 京田尚子                                                                                                  |
| バッファロー・ビル        | ジェームズ・エリソン         | 納谷悟朗                                                                                                  |
| ジョン・ラティマー        | チャールズ・ビックフォード   | 富田耕生                                                                                                  |
| ルイーザ・コーディ        | ヘレン・バージェス           | 山崎左度子                                                                                                |
| ジャック・マッコール      | ポーター・ホール             | 辻村真人                                                                                                  |
| イエロー・ハンド          | ポール・ハーヴェイ           | 雨森雅司                                                                                                  |
| ペインテッド・ホース      | ヴィクター・ヴァルコニ       | |
| ジョージ・A・カスター将軍 | ジョン・ミルジャン           | 高塔正康                                                                                                  |
| リンカーン大統領          | フランク・マクグリン・シニア | |
| ヴァン・エリン            | グランヴィル・ベイツ         | |
| 若い兵士                  | フランク・アルバートソン     | |
| ウッド大尉                | パーネル・プラット           | |
| ジェイク                  | フレッド・コーラー           | |
| マクギニス軍曹            | パット・モリアーティ         | |
| 理髪師                    | チャールズ・ジューデルス     | |
| 補給官                    | ハリー・ウッズ               | |
| インディアン              | アンソニー・クイン           | |
| ギャンブラー              | フランシス・マクドナルド     | |
| 男の子                    | ジョージ・アーネスト         | |
| メリット将軍              | ジョージ・マッカリー         | |
| ブリージー                | ジョージ・ヘイズ             | |
| デイブ                    | ファジー・ナイト             | |
| ナレーション              | N/A                          | 矢島正明                                                                                                  |
| 不明 その他               | N/A                          | 渡部猛 大木民夫 千葉耕市 太田淑子 浅井淑子 島木綿子 石井敏郎 城山知馨夫 槐柳二 北村弘一 立壁和也 清川元夢 |
| 日本語版スタッフ          |                              | |
| 演出                      | 演出                         | 山田悦司                                                                                                  |
| 翻訳                      | 翻訳                         | 鈴木導 |
| 効果                      | 効果                         | 赤塚不二夫                                                                                                |
| 制作                      | 制作                         | グロービジョン                                                                                            |
| 解説                      | 解説                         | 淀川長治                                                                                                  |
| 初回放送                  | 初回放送                     | 1971年6月13日 『日曜洋画劇場』                                                                            |